# Грабь награбленное
«Грабь награбленное» — политический лозунг, появившийся в Советской России в 1918 году как русская калька марксистского термина «экспроприация  экспроприаторов», предполагавший процесс ликвидации частной собственности на средства производства эксплуататорских классов посредством изъятия средств производства у собственников (эксплуататоров) в принудительном порядке и передачи их в собственность трудящихся.

## Происхождение
Впервые данное выражение было использовано Лениным В. И. в речи 24 (по другим источникам — 23) января 1918 года в редакции «мы грабим награбленное». Сам Ленин при этом сослался на выступление донского казака Шамова на III Всероссийском съезде Советов 16 января 1918 года. Шамов в этом выступлении заметил: «мы грабим грабителей».
В своём выступлении на заседании ВЦИК 29 апреля 1918 года Ленин заявил:

В лозунге «грабь награбленное» я не могу найти что-нибудь неправильное, если выступает на сцену история. Если мы употребляем слова: экспроприация экспроприаторов, то почему же нельзя обойтись без латинских слов? (Аплодисменты)

## Идеологический фон
Как признал сам фактический автор лозунга, Ленин В. И., фраза «Грабь награбленное!» являлась буквальным переводом на русский язык выражения «экспроприация экспроприаторов». Этот термин был основан на марксистской теории прибавочной стоимости, из которой сам Маркс делал вывод, что в процессе эксплуатации капиталистами рабочего класса доля присвоенной ими прибавочной стоимости со временем постепенно накапливается, так что через какое-то время вообще вся собственность эксплуататоров становится экспроприированной у рабочего класса. В своём практическом осуществлении этого лозунга большевики ссылались на известную цитату из сочинений Карла Маркса:

Централизация средств производства и обобществление труда достигают такого пункта, когда они становятся несовместимыми с их капиталистической оболочкой. Она взрывается. Бьет час капиталистической частной собственности. Экспроприаторов экспроприируют.